# MegaDriver
MegaDriver — бразильская хеви-метал-группа, делающая в основном кавер-версии на музыку из игр на приставке Mega Drive.

## История
Группа называет себя некоммерческой и независимой. Её цель — «Отдать дань уважению к классическим видеоиграм». Поэтому их творчество доступно для бесплатного скачивания на их сайте.
Они выпустили 8 альбомов, несколько синглов и 4 полных саундтрека для проекта Metal MAME, в котором оригинальная музыка в образах игр на MAME заменяется на heavy metal версии. Группа создаёт видео из игр со своей музыкой, например видео «Raging Storm» — это трибьют Джису Ховарду.

### Появления в СМИ
MegaDriver несколько раз появлялись в СМИ: в статьях новостей таких каналов как G4 и MTV, и принимали участие на Arena Gamer Experience 2006, исполняя каверы на музыку из некоторых наиболее известных игр.

## Состав

### Текущий состав
- Nino MegaDriver — гитара, основатель и фронтмен.
- Tura — ритм-гитара.
- Rubão — бас.
- Jeff — ударные.
- Allan — вокал.

### Бывшие участники
- Nettão «The Butcher» — ударные.
- Daniel — бас.
- id9 — бас.
- KillerKeys — клавишные.

## Музыкальные инструменты
Гитары Нино в виде приставки Mega Drive и головы Соника.

## Дискография

### Студийные альбомы
- Push Start Button (Round One) (2003)
- Action Metal (2005)
- Sword, Shurikins & Fists (A Tribute to Yuzo Koshiro) (2007)
- Top Gear (2007)
- MetalHog (2008)

### Синглы
- «Metal Contra» (2004)
- «Metal Axe — The Golden Axe Remix Project» (2004)
- «Metal Beast — Rise From Your Grave!!!» (2004)
- «Raging Metal» (2004)

## Похожие группы
- The Advantage
- The Black Mages
- Insert Coin
- Kode
- The Minibosses
- Nerd Army
- The NESkimos
- The OneUps
- Powerglove
- ThePlasmas
- Year 200X